# Rasselbande (Zeitschrift)
Die Rasselbande war eine Jugendzeitschrift, die ab Juli 1953 im Heinrich Bauer Verlag in Hamburg erschien und 1966 in der kurzlebigen Zeitschrift Wir aufging. Die höchste Auflage betrug 300.000 Exemplare.

## Inhalte
Die Zeitschrift erschien die meiste Zeit vierzehntäglich (1960–1961 wöchentlich im Großformat) und kostete zu Beginn 50 Pfennig. Die Rasselbande brachte informative Länderberichte, Artikel über Sport, moderne Technik, Bastelseiten mit Bauplänen für Schiffs- und andere Modelle („Schibob“, Viererbob und Ähnliches), Rätsel und Preisausschreiben. Enthalten waren unter anderem auch jugendgerechte Geschichten, Fortsetzungsromane (manchmal vier in einem Heft). Darunter waren auch Vorabdrucke später bekannter Kinder- und Jugendbücher, so 1958 Parole:Kraxelmax von Cili Wethekam und 1959 der Science-Fiction-Roman von Jak Lang Mein Freund vom anderen Stern, der auch durch die Namensgebung der außerirdischen Hauptfiguren auffiel. So hieß der außerirdische Besucher „Red Etug“ rückwärts gelesen „Der Gute“. Andere Serien berichteten über berühmte Kriminalfälle. 1955 wurde als Fortsetzungsroman Das Lösegeld des roten Häuptlings von Werner Hörnemann nachgedruckt. 1958 veröffentlichte die Zeitschrift eine Weihnachtsgeschichte von Gerd Holm. 1959 wurde als Fortsetzungsroman Sitting Bull – Der Häuptling aller Sioux von Shannon Garst nachgedruckt.
Die Rasselbande initiierte und betreute die Fahrt einer Jugendgruppe nach Amerika, zusammengesetzt aus Jugendlichen, die sich in der Gesellschaft hervorgetan hatten, z. B. Mathieu Carriere aufgrund seiner Rolle in dem Film Tonio Kröger, Volker Lechtenbrink (Film: Die Brücke) oder Jak Lang.
Seit den frühen 1960er Jahren konnte sie sich dem Trend zur Berichterstattung über Prominente und Konsumthemen nicht mehr entziehen.

## Autoren und Mitarbeiter
Zu den Verfassern von Reiseberichten für die Rasselbande gehörten Hildesuse Gaertner und Günter Hauser. Hans Silvester veröffentlichte in der Zeitschrift seine Reportage Auf Thunfischfang im Mittelmeer. Egon Larsen schrieb für die Zeitschrift einen Artikel über die Brüder Auguste und Jean Piccard. Auch Carl-Albrecht von Treuenfels schrieb Artikel für die Rasselbande. Seit 1959 veröffentlichte die Zeitschrift Bildgeschichten von Tove Jansson. Zu den Zeichnern für die Witzeseite gehörten Sepp Arnemann, Arne Leihberg , Oskar Mette und Hans Jürgen Press.

### Jungreporter
Die Rasselbande veröffentlichte auch redaktionell bearbeitete Manuskripte ihrer Leser, wie z. B. 1955 einen Bericht von Jürgen Schlumbohm über seinen in Swakopmund lebenden Onkel Adolf Winter. 1958 erschienen ein Bericht von Ulrich Wickert über Sardinenfischer aus dem spanischen Hafen Laredo, die ihn während eines Urlaubs zu einem nächtlichen Fischfang mitgenommen hatten, ein Bericht seines Bruders Wolfram Wickert über einen Besuch der spanischen Höhlen Altamira und Puente Viesgo, ein Bericht von Peter Ehlers über ein Zeltlager auf Amrum sowie ein Bericht von Georg Schwedt über die Anlage eines Herbariums.